# Всеросійська громадська організація ветеранів (пенсіонерів) війни, праці, Збройних Сил та правоохоронних органів
Всеросійська громадська організація ветеранів (пенсіонерів) війни, праці, Збройних Сил та правоохоронних органів — одна з найстаріших та найбільших громадських ветеранських організацій Російської Федерації, заснована ще за радянських часів.

## Історія
Всесоюзна організація ветеранів війни та праці була створена ще за радянських часів, у роки «перебудови» 17 грудня 1986 року на установчій конференції ветеранів війни та праці. Тоді ж були створені регіональні відділення організації — обласні, крайові та республіканські Ради ветеранів. Першим головою Всесоюзної Ради ветеранів став 72-річний Кирило Мазуров, колишній член Політбюро ЦК КПРС.
Напередодні розпаду СРСР 27 листопада 1991 року організація прийняла нову назву — «Всеросійська громадська організація ветеранів (пенсіонерів) війни, праці, Збройних Сил та правоохоронних органів», яка діє донині. Організація має регіональні відділення у всіх регіонах Росії. Практично всі регіональні відділення мають свої місцеві відділення (в районах та містах) й первинні відділення у мікрорайонах міст, селах і селищах.

## Сучасний стан
Організація є однією з найбільших сучасних громадських ветеранських організацій Росії.
- Декларована чисельність членів — понад 28 млн чоловік.
- Декларована чисельність постійного активу — 2,5 млн чоловік.
- Декларована кількість первинних ветеранських організацій (на різних підприємствах, в організаціях, відомствах й за місцем проживання) — 100 000.

## Статутні завдання
- Захист громадянських, соціально-економічних, трудових і особистих прав ветеранів;
- покращення матеріального становища, медичного й побутового обслуговування ветеранів;
- юридична допомога ветеранам і членам їх сімей;
- патріотичне виховання молоді;
- військово-історична робота.

## Громадсько-політична діяльність
Влітку 2011 року організація приєдналась до Загальноросійського народного фронту.

## Міжнародна діяльність
Організація бере участь у міжнародній діяльності в межах Міжнародної федерації асоціації людей похилого віку (ФИАПА). Брала участь у II-й Всесвітній Асамблеї ООН з проблем старіння населення (квітень 2002, Мадрид).
Підтримує зв'язки з Координаційною радою Міжнародного союзу «Співдружність громадських організацій ветеранів (пенсіонерів) незалежних держав», яка об'єднує низку ветеранських організацій СНД і країн Балтії. Співробітничає з ветеранськими організаціями Білорусі, Молдови та України.

## Голови Ради організації
- 1986 — 1989 — Мазуров Кирило Трохимович;
- 198? — 1991 — Огарков Микола Васильович;
- 1991 — 2008 — Трунов Михайло Петрович;
- з 2008 — Карабанов Дмитро Іванович.